# Comostola laesaria
Comostola laesaria är en fjärilsart som beskrevs av Walker 1861. Comostola laesaria ingår i släktet Comostola och familjen mätare. Inga underarter finns listade i Catalogue of Life.

## Bildgalleri

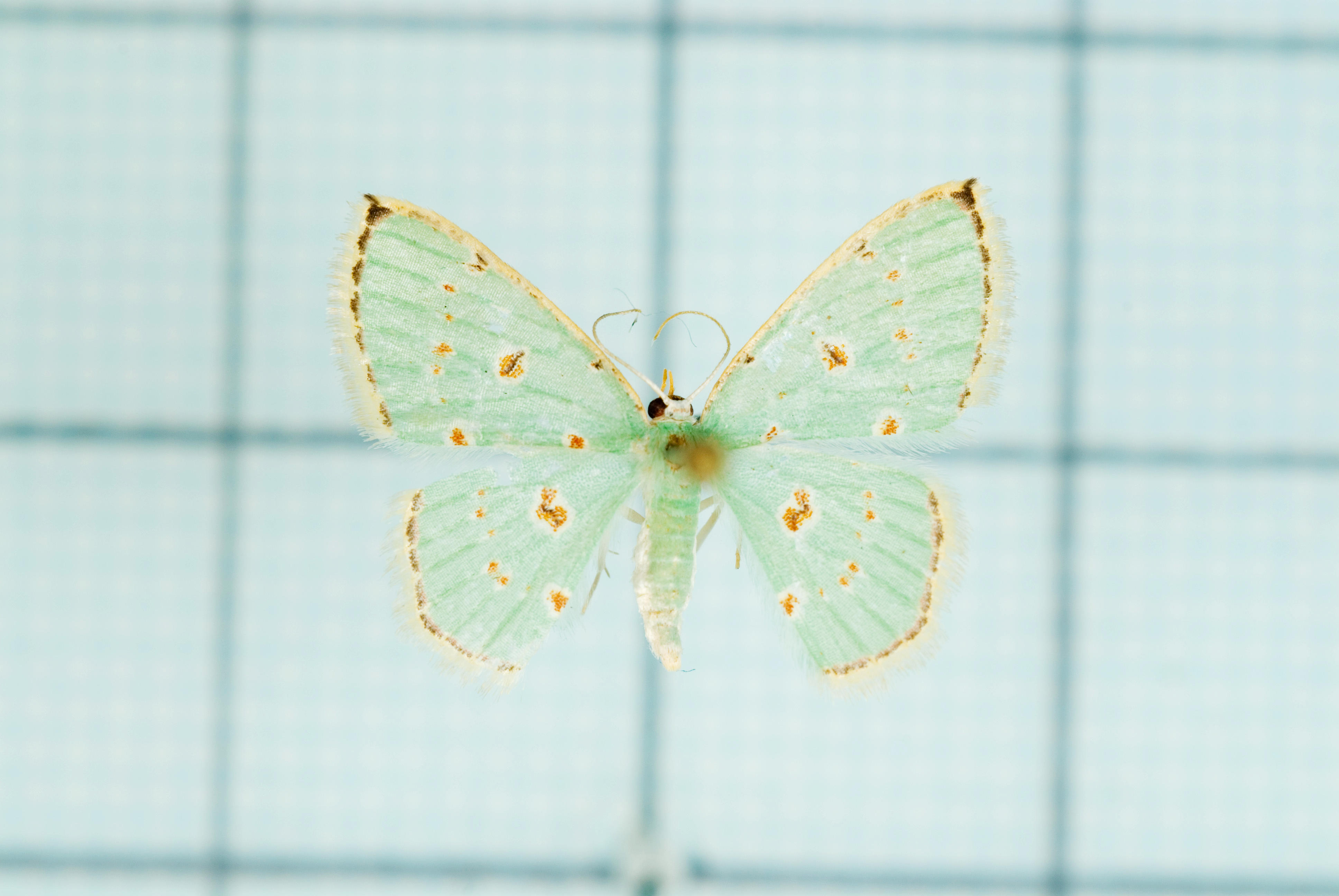